# غونل يوهانسون
غونل يوهانسون (بالسويدية: Gunnel Johansson)‏ هي لاعبة جمباز فني سويدية، ولدت في 12 أغسطس 1922، وتوفيت في 7 مايو 2013.

## وصلات خارجية
- غونل يوهانسون على موقع أوليمبيديا (الإنجليزية)
- غونل يوهانسون على موقع اللجنة الأولمبية السويدية (السويدية)